# Алала (богиня)
Алала (дав.-гр. Ἀλαλά, alalá — «бойовий вигук») — давньогрецька богиня, уособлення бойового вигуку в давньогрецькій міфології.

## Етимологія
Її ім'я походить від ономатопеїчного грецького слова ἀλαλή (alalḗ), звідси — дієслово ἀλαλάζω (alalázō), «підняти бойовий вигук».
Грецькі воїни нападали на ворогів із цим криком, щоб викликати страх у їхніх лавах. Гесіод стверджував, що афіняни кричали таким чином, щоб наслідувати крик сови — птаха їхньої богині-покровительки Афіни.

## Міфологія
Її тіткою була богиня шаленої війни Еніо, а дядьком — бог війни Арес, поетичним епітетом якого є Алалалаксіос (дав.-гр. Ἀλαλάξιος). Таким чином, Алала — одна з членів свити Ареса на полі битви поряд із Фобом і Деймом (його синами); Еридою, Андроктасією, Махаєм, Хісмінаєм і Фоної (дітьми Ериди), а також Спартою і Кересом.

## У культурі
В Італії схожий військовий клич (видозмінений як «Ейа-ейа алала!», Eja Eja Alalà!) був введений у вживання поетом Габріеле д'Аннунціо в серпні 1917 року. Він вирішив поєднати грецький клич із попереднім сардинським. Клич «Гіп! Гіп! Ура!» він вважав занадто варварським. Клич д'Аннунціо набув поширення в авіаційному корпусі: його вигукували льотчики перед тим, як вирушити в небезпечний політ. У 1919 році він також був популярний серед добровольців, які захопили Фіуме, а потім його підхопили фашисти. Польський поет Артур Марія Свинарський (1900-1965) використовував цей клич як назву збірки своїх віршів, виданої 1926 року.